# Лащувка
Лащувка (пол. Łaszczówka) — село в Польщі, у гміні Томашів Томашівського повіту Люблінського воєводства. Населення — 1018 осіб (2011).

## Історія
За даними етнографічної експедиції 1869—1870 років під керівництвом Павла Чубинського, у селі здебільшого проживали римо-католики, меншою мірою — греко-католики, які розмовляли польською мовою.
У 1975—1998 роках село належало до Замойського воєводства.

## Демографія
Демографічна структура станом на 31 березня 2011 року:
|          | Загалом | Допрацездатний вік | Працездатний вік | Постпрацездатний вік |
| -------- | ------- | ------------------ | ---------------- | -------------------- |
| Чоловіки | 505     | 106                | 349              | 50                   |
| Жінки    | 513     | 101                | 314              | 98                   |
| Разом    | 1018    | 207                | 663              | 148                  |